# Georg Ahlström
Georg Alfred Edvard Ahlström, född den 5 augusti 1881 i Stockholm, död den 16 augusti 1937 i Linköping, var en svensk militär.
Ahlström blev underlöjtnant vid Upplands infanteriregemente 1903 och löjtnant där 1906. Han genomgick krigshögskolan 1908–1910 och var aspirant vid generalstaben
1910–1912. Ahlström blev löjtnant där 1914 och kapten 1916, var generalstabsofficer vid VI. arméfördelningen 1915–1918 och tjänsteförrättande stabschef vid Gotlands militärområde 1919. Han blev kapten vid Göta livgarde 1920 och åter vid generalstaben 1922. Ahlström var lärare i taktik vid krigshögskolan 1919–1923, stabschef vid IV. arméfördelningen 1923–1926 och vid militärläroverksinspektionen 1926–1928. Han befordrades till major 1924 och till överstelöjtnant 1928, vid Västerbottens regemente samma år, vid Kronobergs regemente 1931. Sistnämnda år blev Ahlström chef för detachementet i Karlskrona och infanteribefälhavare i samma stad, 1933 överste och sekundchef vid Livgrenadjärregementet. Han invaldes som korresponderande ledamot av Örlogsmannasällskapet 1933. Ahlström blev riddare av Svärdsorden 1924 och av Vasaorden 1929. Han vilar på Norra begravningsplatsen utanför Stockholm.